# Ster ZLM Toer 2017
La 31e édition du Ster ZLM Toer a lieu du 14 au 18 juin 2017. Elle fait partie du calendrier UCI Europe Tour 2017 en catégorie 2.1. Elle est remportée par le coureur portugais José Gonçalves, de l'équipe Katusha-Alpecin, vainqueur de la troisième étape. Il devance au classement général le Slovène Primož Roglič (Lotto NL-Jumbo) et le Belge Laurens De Plus (Quick-Step Floors).

## Étapes
| Étape     | Date    | Villes étapes             | type                      | Distance (km) | Vainqueur d'étape | Leader du classement général |
| --------- | ------- | ------------------------- | ------------------------- | ------------- | ----------------- | ---------------------------- |
| Prologue  | 14 juin | Westkapelle – Westkapelle | prologue                  | 7,5           | Primož Roglič     | Primož Roglič                |
| 1re étape | 15 juin | Tholen – Hoogerheide      | étape de plaine           | 186,8         | Dylan Groenewegen | Primož Roglič                |
| 2e étape  | 16 juin | Buchten – Buchten         | étape vallonnée           | 210           | Dylan Groenewegen | Primož Roglič                |
| 3e étape  | 17 juin | Verviers – Jalhay         | étape de moyenne montagne | 186           | José Gonçalves    | José Gonçalves               |
| 4e étape  | 18 juin | Oss – Oss                 | étape de plaine           | 180,9         | Marcel Kittel     | José Gonçalves               |

## Déroulement de la course

### Prologue
| \| Classement de l'étape \| Classement de l'étape \| Classement de l'étape \| Classement de l'étape \| Classement de l'étape \| \| Coureur \| Coureur \| Pays \| Équipe \| Temps \| \| --------------------- \| --------------------- \| --------------------- \| --------------------- \| --------------------- \| \| 1er \| Primož Roglič \| Slovénie \| LottoNL-Jumbo \| 8 min 04 s \| \| 2e \| Marcel Kittel \| Allemagne \| Quick-Step Floors \| + 3 s \| \| 3e \| Maximilian Schachmann \| Allemagne \| Quick-Step Floors \| + 3 s \| \| 4e \| Søren Kragh Andersen \| Danemark \| Team Sunweb \| + 7 s \| \| 5e \| Timo Roosen \| Pays-Bas \| LottoNL-Jumbo \| + 8 s \| \| 6e \| Lennard Kämna \| Allemagne \| Team Sunweb \| + 11 s \| \| 7e \| Toon Aerts \| Belgique \| Telenet-Fidea Lions \| + 13 s \| \| 8e \| Moreno Hofland \| Pays-Bas \| Lotto-Soudal \| + 17 s \| \| 9e \| André Greipel \| Allemagne \| Lotto-Soudal \| + 18 s \| \| 10e \| Marcel Sieberg \| Allemagne \| Lotto-Soudal \| + 18 s \| |                       |           |                     |            |
| |                       |           |                     |            |
| |                       |           |                     |            |
| Classement de l'étape |                       |           |                     |            |
| Coureur | Coureur               | Pays      | Équipe              | Temps      |
| 1er | Primož Roglič         | Slovénie  | LottoNL-Jumbo       | 8 min 04 s |
| 2e | Marcel Kittel         | Allemagne | Quick-Step Floors   | + 3 s      |
| 3e | Maximilian Schachmann | Allemagne | Quick-Step Floors   | + 3 s      |
| 4e | Søren Kragh Andersen  | Danemark  | Team Sunweb         | + 7 s      |
| 5e | Timo Roosen           | Pays-Bas  | LottoNL-Jumbo       | + 8 s      |
| 6e | Lennard Kämna         | Allemagne | Team Sunweb         | + 11 s     |
| 7e | Toon Aerts            | Belgique  | Telenet-Fidea Lions | + 13 s     |
| 8e | Moreno Hofland        | Pays-Bas  | Lotto-Soudal        | + 17 s     |
| 9e | André Greipel         | Allemagne | Lotto-Soudal        | + 18 s     |
| 10e | Marcel Sieberg        | Allemagne | Lotto-Soudal        | + 18 s     |

| \| Classement général \| Classement général \| Classement général \| Classement général \| Classement général \| \| Coureur \| Coureur \| Pays \| Équipe \| Temps \| \| ------------------ \| --------------------- \| ------------------ \| ------------------- \| ------------------ \| \| 1er \| Primož Roglič \| Slovénie \| LottoNL-Jumbo \| 8 min 04 s \| \| 2e \| Marcel Kittel \| Allemagne \| Quick-Step Floors \| + 3 s \| \| 3e \| Maximilian Schachmann \| Allemagne \| Quick-Step Floors \| + 3 s \| \| 4e \| Søren Kragh Andersen \| Danemark \| Team Sunweb \| + 7 s \| \| 5e \| Timo Roosen \| Pays-Bas \| LottoNL-Jumbo \| + 8 s \| \| 6e \| Lennard Kämna \| Allemagne \| Team Sunweb \| + 11 s \| \| 7e \| Toon Aerts \| Belgique \| Telenet-Fidea Lions \| + 13 s \| \| 8e \| Moreno Hofland \| Pays-Bas \| Lotto-Soudal \| + 17 s \| \| 9e \| André Greipel \| Allemagne \| Lotto-Soudal \| + 18 s \| \| 10e \| Marcel Sieberg \| Allemagne \| Lotto-Soudal \| + 18 s \| |                       |           |                     |            |
| |                       |           |                     |            |
| |                       |           |                     |            |
| Classement général |                       |           |                     |            |
| Coureur | Coureur               | Pays      | Équipe              | Temps      |
| 1er | Primož Roglič         | Slovénie  | LottoNL-Jumbo       | 8 min 04 s |
| 2e | Marcel Kittel         | Allemagne | Quick-Step Floors   | + 3 s      |
| 3e | Maximilian Schachmann | Allemagne | Quick-Step Floors   | + 3 s      |
| 4e | Søren Kragh Andersen  | Danemark  | Team Sunweb         | + 7 s      |
| 5e | Timo Roosen           | Pays-Bas  | LottoNL-Jumbo       | + 8 s      |
| 6e | Lennard Kämna         | Allemagne | Team Sunweb         | + 11 s     |
| 7e | Toon Aerts            | Belgique  | Telenet-Fidea Lions | + 13 s     |
| 8e | Moreno Hofland        | Pays-Bas  | Lotto-Soudal        | + 17 s     |
| 9e | André Greipel         | Allemagne | Lotto-Soudal        | + 18 s     |
| 10e | Marcel Sieberg        | Allemagne | Lotto-Soudal        | + 18 s     |

### 1reétape
| \| Classement de l'étape \| Classement de l'étape \| Classement de l'étape \| Classement de l'étape \| Classement de l'étape \| \| Coureur \| Coureur \| Pays \| Équipe \| Temps \| \| --------------------- \| --------------------- \| --------------------- \| --------------------------- \| --------------------- \| \| 1er \| Dylan Groenewegen \| Pays-Bas \| LottoNL-Jumbo \| 4 h 17 min 36 s \| \| 2e \| Max Walscheid \| Allemagne \| Team Sunweb \| + 0 s \| \| 3e \| Moreno Hofland \| Pays-Bas \| Lotto-Soudal \| + 0 s \| \| 4e \| Coen Vermeltfoort \| Pays-Bas \| Roompot-Nederlandse Loterij \| + 0 s \| \| 5e \| Bert Van Lerberghe \| Belgique \| Sport Vlaanderen-Baloise \| + 0 s \| \| 6e \| Tim Merlier \| Belgique \| Verandas Willems-Crelan \| + 0 s \| \| 7e \| Arvid de Kleijn \| Pays-Bas \| Baby-Dump \| + 0 s \| \| 8e \| Mads Würtz Schmidt \| Danemark \| Katusha-Alpecin \| + 0 s \| \| 9e \| Raymond Kreder \| Pays-Bas \| Roompot-Nederlandse Loterij \| + 0 s \| \| 10e \| André Looij \| Pays-Bas \| Roompot-Nederlandse Loterij \| + 0 s \| |                    |           |                             |                 |
| |                    |           |                             |                 |
| |                    |           |                             |                 |
| Classement de l'étape |                    |           |                             |                 |
| Coureur | Coureur            | Pays      | Équipe                      | Temps           |
| 1er | Dylan Groenewegen  | Pays-Bas  | LottoNL-Jumbo               | 4 h 17 min 36 s |
| 2e | Max Walscheid      | Allemagne | Team Sunweb                 | + 0 s           |
| 3e | Moreno Hofland     | Pays-Bas  | Lotto-Soudal                | + 0 s           |
| 4e | Coen Vermeltfoort  | Pays-Bas  | Roompot-Nederlandse Loterij | + 0 s           |
| 5e | Bert Van Lerberghe | Belgique  | Sport Vlaanderen-Baloise    | + 0 s           |
| 6e | Tim Merlier        | Belgique  | Verandas Willems-Crelan     | + 0 s           |
| 7e | Arvid de Kleijn    | Pays-Bas  | Baby-Dump                   | + 0 s           |
| 8e | Mads Würtz Schmidt | Danemark  | Katusha-Alpecin             | + 0 s           |
| 9e | Raymond Kreder     | Pays-Bas  | Roompot-Nederlandse Loterij | + 0 s           |
| 10e | André Looij        | Pays-Bas  | Roompot-Nederlandse Loterij | + 0 s           |

| \| Classement général \| Classement général \| Classement général \| Classement général \| Classement général \| \| Coureur \| Coureur \| Pays \| Équipe \| Temps \| \| ------------------ \| --------------------- \| ------------------ \| ------------------- \| ------------------ \| \| 1er \| Primož Roglič \| Slovénie \| LottoNL-Jumbo \| 4 h 25 min 40 s \| \| 2e \| Marcel Kittel \| Allemagne \| Quick-Step Floors \| + 3 s \| \| 3e \| Maximilian Schachmann \| Allemagne \| Quick-Step Floors \| + 3 s \| \| 4e \| Søren Kragh Andersen \| Danemark \| Team Sunweb \| + 7 s \| \| 5e \| Timo Roosen \| Pays-Bas \| LottoNL-Jumbo \| + 8 s \| \| 6e \| Lennard Kämna \| Allemagne \| Team Sunweb \| + 11 s \| \| 7e \| Moreno Hofland \| Pays-Bas \| Lotto-Soudal \| + 13 s \| \| 8e \| Toon Aerts \| Belgique \| Telenet-Fidea Lions \| + 13 s \| \| 9e \| Max Walscheid \| Allemagne \| Team Sunweb \| + 14 s \| \| 10e \| Marcel Sieberg \| Allemagne \| Lotto-Soudal \| + 18 s \| |                       |           |                     |                 |
| |                       |           |                     |                 |
| |                       |           |                     |                 |
| Classement général |                       |           |                     |                 |
| Coureur | Coureur               | Pays      | Équipe              | Temps           |
| 1er | Primož Roglič         | Slovénie  | LottoNL-Jumbo       | 4 h 25 min 40 s |
| 2e | Marcel Kittel         | Allemagne | Quick-Step Floors   | + 3 s           |
| 3e | Maximilian Schachmann | Allemagne | Quick-Step Floors   | + 3 s           |
| 4e | Søren Kragh Andersen  | Danemark  | Team Sunweb         | + 7 s           |
| 5e | Timo Roosen           | Pays-Bas  | LottoNL-Jumbo       | + 8 s           |
| 6e | Lennard Kämna         | Allemagne | Team Sunweb         | + 11 s          |
| 7e | Moreno Hofland        | Pays-Bas  | Lotto-Soudal        | + 13 s          |
| 8e | Toon Aerts            | Belgique  | Telenet-Fidea Lions | + 13 s          |
| 9e | Max Walscheid         | Allemagne | Team Sunweb         | + 14 s          |
| 10e | Marcel Sieberg        | Allemagne | Lotto-Soudal        | + 18 s          |

### 2eétape
| \| Classement de l'étape \| Classement de l'étape \| Classement de l'étape \| Classement de l'étape \| Classement de l'étape \| \| Coureur \| Coureur \| Pays \| Équipe \| Temps \| \| --------------------- \| --------------------- \| --------------------- \| ---------------------------- \| --------------------- \| \| 1er \| Dylan Groenewegen \| Pays-Bas \| LottoNL-Jumbo \| 5 h 12 min 30 s \| \| 2e \| André Greipel \| Allemagne \| Lotto-Soudal \| + 0 s \| \| 3e \| Moreno Hofland \| Pays-Bas \| Lotto-Soudal \| + 0 s \| \| 4e \| Timothy Dupont \| Belgique \| Verandas Willems-Crelan \| + 0 s \| \| 5e \| Kevyn Ista \| Belgique \| WB-Veranclassic-Aqua Protect \| + 0 s \| \| 6e \| Christophe Laporte \| France \| Cofidis, Solutions Crédits \| + 0 s \| \| 7e \| Coen Vermeltfoort \| Pays-Bas \| Roompot-Nederlandse Loterij \| + 0 s \| \| 8e \| André Looij \| Pays-Bas \| Roompot-Nederlandse Loterij \| + 0 s \| \| 9e \| Mads Würtz Schmidt \| Danemark \| Katusha-Alpecin \| + 0 s \| \| 10e \| Max Walscheid \| Allemagne \| Team Sunweb \| + 0 s \| |                    |           |                              |                 |
| |                    |           |                              |                 |
| |                    |           |                              |                 |
| Classement de l'étape |                    |           |                              |                 |
| Coureur | Coureur            | Pays      | Équipe                       | Temps           |
| 1er | Dylan Groenewegen  | Pays-Bas  | LottoNL-Jumbo                | 5 h 12 min 30 s |
| 2e | André Greipel      | Allemagne | Lotto-Soudal                 | + 0 s           |
| 3e | Moreno Hofland     | Pays-Bas  | Lotto-Soudal                 | + 0 s           |
| 4e | Timothy Dupont     | Belgique  | Verandas Willems-Crelan      | + 0 s           |
| 5e | Kevyn Ista         | Belgique  | WB-Veranclassic-Aqua Protect | + 0 s           |
| 6e | Christophe Laporte | France    | Cofidis, Solutions Crédits   | + 0 s           |
| 7e | Coen Vermeltfoort  | Pays-Bas  | Roompot-Nederlandse Loterij  | + 0 s           |
| 8e | André Looij        | Pays-Bas  | Roompot-Nederlandse Loterij  | + 0 s           |
| 9e | Mads Würtz Schmidt | Danemark  | Katusha-Alpecin              | + 0 s           |
| 10e | Max Walscheid      | Allemagne | Team Sunweb                  | + 0 s           |

| \| Classement général \| Classement général \| Classement général \| Classement général \| Classement général \| \| Coureur \| Coureur \| Pays \| Équipe \| Temps \| \| ------------------ \| --------------------- \| ------------------ \| ------------------- \| ------------------ \| \| 1er \| Primož Roglič \| Slovénie \| LottoNL-Jumbo \| 9 h 38 min 10 s \| \| 2e \| Marcel Kittel \| Allemagne \| Quick-Step Floors \| + 3 s \| \| 3e \| Maximilian Schachmann \| Allemagne \| Quick-Step Floors \| + 3 s \| \| 4e \| Søren Kragh Andersen \| Danemark \| Team Sunweb \| + 7 s \| \| 5e \| Timo Roosen \| Pays-Bas \| LottoNL-Jumbo \| + 8 s \| \| 6e \| Moreno Hofland \| Pays-Bas \| Lotto-Soudal \| + 9 s \| \| 7e \| Lennard Kämna \| Allemagne \| Team Sunweb \| + 11 s \| \| 8e \| Toon Aerts \| Belgique \| Telenet-Fidea Lions \| + 13 s \| \| 9e \| Max Walscheid \| Allemagne \| Team Sunweb \| + 14 s \| \| 10e \| Dylan Groenewegen \| Pays-Bas \| LottoNL-Jumbo \| + 15 s \| |                       |           |                     |                 |
| |                       |           |                     |                 |
| |                       |           |                     |                 |
| Classement général |                       |           |                     |                 |
| Coureur | Coureur               | Pays      | Équipe              | Temps           |
| 1er | Primož Roglič         | Slovénie  | LottoNL-Jumbo       | 9 h 38 min 10 s |
| 2e | Marcel Kittel         | Allemagne | Quick-Step Floors   | + 3 s           |
| 3e | Maximilian Schachmann | Allemagne | Quick-Step Floors   | + 3 s           |
| 4e | Søren Kragh Andersen  | Danemark  | Team Sunweb         | + 7 s           |
| 5e | Timo Roosen           | Pays-Bas  | LottoNL-Jumbo       | + 8 s           |
| 6e | Moreno Hofland        | Pays-Bas  | Lotto-Soudal        | + 9 s           |
| 7e | Lennard Kämna         | Allemagne | Team Sunweb         | + 11 s          |
| 8e | Toon Aerts            | Belgique  | Telenet-Fidea Lions | + 13 s          |
| 9e | Max Walscheid         | Allemagne | Team Sunweb         | + 14 s          |
| 10e | Dylan Groenewegen     | Pays-Bas  | LottoNL-Jumbo       | + 15 s          |

### 3eétape
| \| Classement de l'étape \| Classement de l'étape \| Classement de l'étape \| Classement de l'étape \| Classement de l'étape \| \| Coureur \| Coureur \| Pays \| Équipe \| Temps \| \| --------------------- \| --------------------- \| --------------------- \| ---------------------------- \| --------------------- \| \| 1er \| José Gonçalves \| Portugal \| Katusha-Alpecin \| 4 h 39 min 47 s \| \| 2e \| Laurens De Plus \| Belgique \| Quick-Step Floors \| + 6 s \| \| 3e \| Primož Roglič \| Slovénie \| LottoNL-Jumbo \| + 22 s \| \| 4e \| Maxime Vantomme \| Belgique \| WB-Veranclassic-Aqua Protect \| + 22 s \| \| 5e \| Søren Kragh Andersen \| Danemark \| Team Sunweb \| + 24 s \| \| 6e \| Thomas Sprengers \| Belgique \| Sport Vlaanderen-Baloise \| + 24 s \| \| 7e \| Alex Kirsch \| Luxembourg \| WB-Veranclassic-Aqua Protect \| + 24 s \| \| 8e \| Toon Aerts \| Belgique \| Telenet-Fidea Lions \| + 24 s \| \| 9e \| Florian Sénéchal \| France \| Cofidis, Solutions Crédits \| + 24 s \| \| 10e \| Jasper de Laat \| Pays-Bas \| Metec-TKH-Mantel \| + 24 s \| |                      |            |                              |                 |
| |                      |            |                              |                 |
| |                      |            |                              |                 |
| Classement de l'étape |                      |            |                              |                 |
| Coureur | Coureur              | Pays       | Équipe                       | Temps           |
| 1er | José Gonçalves       | Portugal   | Katusha-Alpecin              | 4 h 39 min 47 s |
| 2e | Laurens De Plus      | Belgique   | Quick-Step Floors            | + 6 s           |
| 3e | Primož Roglič        | Slovénie   | LottoNL-Jumbo                | + 22 s          |
| 4e | Maxime Vantomme      | Belgique   | WB-Veranclassic-Aqua Protect | + 22 s          |
| 5e | Søren Kragh Andersen | Danemark   | Team Sunweb                  | + 24 s          |
| 6e | Thomas Sprengers     | Belgique   | Sport Vlaanderen-Baloise     | + 24 s          |
| 7e | Alex Kirsch          | Luxembourg | WB-Veranclassic-Aqua Protect | + 24 s          |
| 8e | Toon Aerts           | Belgique   | Telenet-Fidea Lions          | + 24 s          |
| 9e | Florian Sénéchal     | France     | Cofidis, Solutions Crédits   | + 24 s          |
| 10e | Jasper de Laat       | Pays-Bas   | Metec-TKH-Mantel             | + 24 s          |

| \| Classement général \| Classement général \| Classement général \| Classement général \| Classement général \| \| Coureur \| Coureur \| Pays \| Équipe \| Temps \| \| ------------------ \| --------------------- \| ------------------ \| ---------------------------- \| ------------------ \| \| 1er \| José Gonçalves \| Portugal \| Katusha-Alpecin \| 14 h 18 min 07 s \| \| 2e \| Primož Roglič \| Slovénie \| LottoNL-Jumbo \| + 8 s \| \| 3e \| Laurens De Plus \| Belgique \| Quick-Step Floors \| + 10 s \| \| 4e \| Maximilian Schachmann \| Allemagne \| Quick-Step Floors \| + 17 s \| \| 5e \| Søren Kragh Andersen \| Danemark \| Team Sunweb \| + 21 s \| \| 6e \| Toon Aerts \| Belgique \| Telenet-Fidea Lions \| + 27 s \| \| 7e \| Jasper De Buyst \| Belgique \| Lotto-Soudal \| + 34 s \| \| 8e \| Maxime Vantomme \| Belgique \| WB-Veranclassic-Aqua Protect \| + 37 s \| \| 9e \| Alex Kirsch \| Luxembourg \| WB-Veranclassic-Aqua Protect \| + 40 s \| \| 10e \| Oscar Riesebeek \| Pays-Bas \| Roompot-Nederlandse Loterij \| + 42 s \| |                       |            |                              |                  |
| |                       |            |                              |                  |
| |                       |            |                              |                  |
| Classement général |                       |            |                              |                  |
| Coureur | Coureur               | Pays       | Équipe                       | Temps            |
| 1er | José Gonçalves        | Portugal   | Katusha-Alpecin              | 14 h 18 min 07 s |
| 2e | Primož Roglič         | Slovénie   | LottoNL-Jumbo                | + 8 s            |
| 3e | Laurens De Plus       | Belgique   | Quick-Step Floors            | + 10 s           |
| 4e | Maximilian Schachmann | Allemagne  | Quick-Step Floors            | + 17 s           |
| 5e | Søren Kragh Andersen  | Danemark   | Team Sunweb                  | + 21 s           |
| 6e | Toon Aerts            | Belgique   | Telenet-Fidea Lions          | + 27 s           |
| 7e | Jasper De Buyst       | Belgique   | Lotto-Soudal                 | + 34 s           |
| 8e | Maxime Vantomme       | Belgique   | WB-Veranclassic-Aqua Protect | + 37 s           |
| 9e | Alex Kirsch           | Luxembourg | WB-Veranclassic-Aqua Protect | + 40 s           |
| 10e | Oscar Riesebeek       | Pays-Bas   | Roompot-Nederlandse Loterij  | + 42 s           |

### 4eétape
| \| Classement de l'étape \| Classement de l'étape \| Classement de l'étape \| Classement de l'étape \| Classement de l'étape \| \| Coureur \| Coureur \| Pays \| Équipe \| Temps \| \| --------------------- \| --------------------- \| --------------------- \| ---------------------------- \| --------------------- \| \| 1er \| Marcel Kittel \| Allemagne \| Quick-Step Floors \| 3 h 59 min 55 s \| \| 2e \| Dylan Groenewegen \| Pays-Bas \| LottoNL-Jumbo \| + 0 s \| \| 3e \| André Greipel \| Allemagne \| Lotto-Soudal \| + 0 s \| \| 4e \| Timothy Dupont \| Belgique \| Verandas Willems-Crelan \| + 0 s \| \| 5e \| Max Walscheid \| Allemagne \| Team Sunweb \| + 0 s \| \| 6e \| Raymond Kreder \| Pays-Bas \| Roompot-Nederlandse Loterij \| + 0 s \| \| 7e \| Bert Van Lerberghe \| Belgique \| Sport Vlaanderen-Baloise \| + 0 s \| \| 8e \| Coen Vermeltfoort \| Pays-Bas \| Roompot-Nederlandse Loterij \| + 0 s \| \| 9e \| Christophe Laporte \| France \| Cofidis, Solutions Crédits \| + 0 s \| \| 10e \| Kevyn Ista \| Belgique \| WB-Veranclassic-Aqua Protect \| + 0 s \| |                    |           |                              |                 |
| |                    |           |                              |                 |
| |                    |           |                              |                 |
| Classement de l'étape |                    |           |                              |                 |
| Coureur | Coureur            | Pays      | Équipe                       | Temps           |
| 1er | Marcel Kittel      | Allemagne | Quick-Step Floors            | 3 h 59 min 55 s |
| 2e | Dylan Groenewegen  | Pays-Bas  | LottoNL-Jumbo                | + 0 s           |
| 3e | André Greipel      | Allemagne | Lotto-Soudal                 | + 0 s           |
| 4e | Timothy Dupont     | Belgique  | Verandas Willems-Crelan      | + 0 s           |
| 5e | Max Walscheid      | Allemagne | Team Sunweb                  | + 0 s           |
| 6e | Raymond Kreder     | Pays-Bas  | Roompot-Nederlandse Loterij  | + 0 s           |
| 7e | Bert Van Lerberghe | Belgique  | Sport Vlaanderen-Baloise     | + 0 s           |
| 8e | Coen Vermeltfoort  | Pays-Bas  | Roompot-Nederlandse Loterij  | + 0 s           |
| 9e | Christophe Laporte | France    | Cofidis, Solutions Crédits   | + 0 s           |
| 10e | Kevyn Ista         | Belgique  | WB-Veranclassic-Aqua Protect | + 0 s           |

## Classements finals

### Classement général final
| \| Classement général \| Classement général \| Classement général \| Classement général \| Classement général \| \| Coureur \| Coureur \| Pays \| Équipe \| Temps \| \| ------------------ \| --------------------- \| ------------------ \| ---------------------------- \| ------------------ \| \| 1er \| José Gonçalves \| Portugal \| Katusha-Alpecin \| 18 h 17 min 59 s \| \| 2e \| Primož Roglič \| Slovénie \| LottoNL-Jumbo \| + 11 s \| \| 3e \| Laurens De Plus \| Belgique \| Quick-Step Floors \| + 13 s \| \| 4e \| Maximilian Schachmann \| Allemagne \| Quick-Step Floors \| + 20 s \| \| 5e \| Søren Kragh Andersen \| Danemark \| Team Sunweb \| + 24 s \| \| 6e \| Toon Aerts \| Belgique \| Telenet-Fidea Lions \| + 30 s \| \| 7e \| Jasper De Buyst \| Belgique \| Lotto-Soudal \| + 37 s \| \| 8e \| Maxime Vantomme \| Belgique \| WB-Veranclassic-Aqua Protect \| + 40 s \| \| 9e \| Alex Kirsch \| Luxembourg \| WB-Veranclassic-Aqua Protect \| + 43 s \| \| 10e \| Jasper de Laat \| Pays-Bas \| Metec-TKH-Mantel \| + 45 s \| |                       |            |                              |                  |
| |                       |            |                              |                  |
| |                       |            |                              |                  |
| Classement général |                       |            |                              |                  |
| Coureur | Coureur               | Pays       | Équipe                       | Temps            |
| 1er | José Gonçalves        | Portugal   | Katusha-Alpecin              | 18 h 17 min 59 s |
| 2e | Primož Roglič         | Slovénie   | LottoNL-Jumbo                | + 11 s           |
| 3e | Laurens De Plus       | Belgique   | Quick-Step Floors            | + 13 s           |
| 4e | Maximilian Schachmann | Allemagne  | Quick-Step Floors            | + 20 s           |
| 5e | Søren Kragh Andersen  | Danemark   | Team Sunweb                  | + 24 s           |
| 6e | Toon Aerts            | Belgique   | Telenet-Fidea Lions          | + 30 s           |
| 7e | Jasper De Buyst       | Belgique   | Lotto-Soudal                 | + 37 s           |
| 8e | Maxime Vantomme       | Belgique   | WB-Veranclassic-Aqua Protect | + 40 s           |
| 9e | Alex Kirsch           | Luxembourg | WB-Veranclassic-Aqua Protect | + 43 s           |
| 10e | Jasper de Laat        | Pays-Bas   | Metec-TKH-Mantel             | + 45 s           |